# Lijst van voetbalinterlands Afghanistan - Qatar (vrouwen)
Deze lijst van voetbalinterlands is een overzicht van alle officiële voetbalinterlands tussen de nationale vrouwenteams van Afghanistan en Qatar. De landen hebben tot nu toe twee keer tegen elkaar gespeeld. De eerste wedstrijd was op 16 februari 2012 in Doha als vriendschappelijk duel. De laatste confrontatie, ook een vriendschappelijke wedstrijd, was op 10 november 2021 in Doha.

## Wedstrijden
| № | Plaats | Datum            | Competitie        | Wedstrijd           | Uitslag |
| - | ------ | ---------------- | ----------------- | ------------------- | ------- |
| 1 | Doha   | 16 februari 2012 | Vriendschappelijk | Qatar − Afghanistan | 0 − 2   |
| 2 | Doha   | 10 november 2021 | Vriendschappelijk | Qatar − Afghanistan | 5 − 0   |

## Samenvatting
| Competitie        | Totaal gespeeld | Winst Afghanistan | Gelijk | Winst Qatar | Doelsaldo Afghanistan – Qatar |
| ----------------- | --------------- | ----------------- | ------ | ----------- | ----------------------------- |
| Vriendschappelijk | 2               | 1                 | 0      | 1           | 2 − 5                         |
| Totaal            | 2               | 1                 | 0      | 1           | 2 − 5                         |